# Museo numismático de Aruba
El Museo numismático de Aruba es un museo establecido en la ciudad de Oranjestad, la capital del país autónomo de los Países Bajos e isla caribeña de Aruba. Se trata de un espacio especializado que cuenta con una gran colección de monedas y billetes de todo el mundo, y que representa la pasión de un hombre local (Mario Odor) cuyo afición se transformó en una exhibición para el público. Fue creado oficialmente el 13 de noviembre de 1981, posee 35 piezas que vienen de 400 lugares.